# أحمد جمال (لاعب كرة قدم مصري)
أحمد جمال علي السيد الدغيدي لاعب كرة قدم مصري 
لعب سابقاً في نادي العين ونادي حتا.